# Brouwerij De Cop

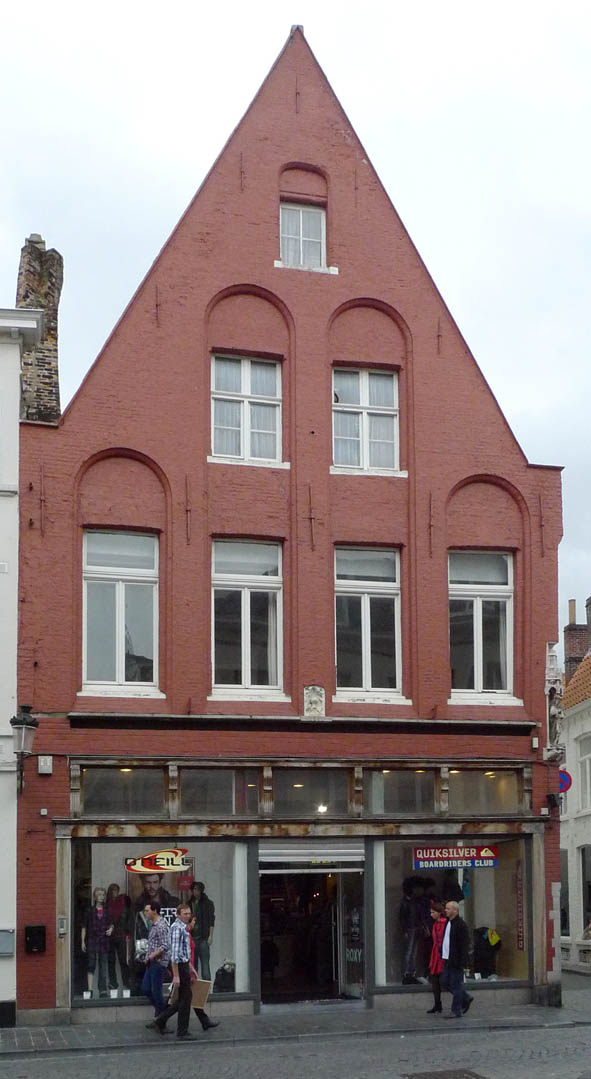
Huis De Gouden Cop, Noordzandstraat 13

Brouwerij De (Gouden) Cop is een voormalige brouwerij gelegen in de Bleckerstraat (later Kopstraat) te Brugge. Deze was actief van +-1400 tot 1935. De gebouwen staan op de Inventaris Onroerend Erfgoed.

## Geschiedenis
De eerste vermelding van de herberg/brouwerij dateert van 1276. In 1441 staat de herberg in een lijst vermeld van Brugse Brouwerijen. Op kadasterplannen uit 1580 staat Jacob van Veldeken als eigenaar-brouwer vermeld. Op het einde van de 18de eeuw was François De Vlaemynck (1772-1836) eigenaar en na zijn dood werd deze verkocht aan August Ryelandt (1815-?). Ryelandt verkoopt de brouwerij aan zijn schoonbroer schoonbroer Carolus Hanssens in 1845. De volgende eigenaar is Isidoor Cauwe (1803-1876). Na zijn overlijden neemt zijn zoon Justin Cauwe de brouwerij over.
Een andere zoon van Isidoor, Désiré Cauwe, begint in Brouwerij De Gouden Leeuw en zijn dochter, Marie Cauwe, trouwt met de brouwer van de Brouwerij Drie Sleutels (Wulfhagestraat).
De drie zonen van Justin Cauwe nemen de zaken over. Joseph de brouwerij, Etienne de mouterij en Charles een andere mouterij.
Op 24 september 1919 wordt coöperatieve Brouwerij Du Lac opgericht door verschillende brouwers uit Brugge waaronder Brouwerij De Cop.
In 1935 werden de brouwactiviteiten gestaakt. Joseph Cauwe bleef er wonen tot aan zijn dood in 1950.

## Gebouwen
Het huidige gebouw op de hoek van de Kopstraat en de Noordzandstraat is gebouwd rond 1585. Het is een laatmiddeleeuws diephuis bestaande uit twee bouwlagen met een zadeldak. In de hoek op het eerste verdieping is een hoeknis met Maria met Kind. De hoeknis werd in 1893 gerestaureerd.